# NGC 6271
NGC 6271 est une lointaine galaxie lenticulaire située dans la constellation d'Hercule. Sa vitesse par rapport au fond diffus cosmologique est de 10 539 ± 20 km/s, ce qui correspond à une distance de Hubble de 155,5 ± 10,9 Mpc (∼507 millions d'al). NGC 6271 a été découverte par l'astronome allemand Albert Marth en 1864.
À ce jour, deux mesures non basées sur le décalage vers le rouge (redshift) donnent une distance de 124,000 ± 7,071 Mpc (∼404 millions d'al), ce qui est à l'extérieur mais compatible avec les valeurs de la distance de Hubble.